# 大田の戦い
大田の戦い（テジョンのたたかい）は、朝鮮戦争中の1950年7月16日から20日にかけて、大田付近を戦場としてアメリカ合衆国と朝鮮民主主義人民共和国（北朝鮮）の間で行われた戦闘である。

## 戦闘に至る経緯
アメリカ第24師団は、第21連隊第1大隊を基幹とするスミス支隊（C・B・スミス中佐）を烏山において全般前哨として、第34連隊に平沢－安城を確保させていた。しかし、スミス支隊は烏山の戦いにおいて敗北し、また命令の錯綜から、第34連隊も壊乱に近い状態で後退することとなってしまい、最初の抵抗線は大した抵抗も示さずに放棄されることとなってしまった。

### 天安の戦い
第34連隊は天安において連隊長をマーチン大佐に交替し、このとき第34連隊は、第3大隊（D・H・スミス中佐）が天安を確保し、その南方で、第34連隊第1大隊（アイレス中佐）が本道西側を、第21連隊第1大隊が東側を確保していた。この配置は、バース准将の指導によるものであった。
北朝鮮軍は、7月7日から8日にかけて天安を攻撃した。この北朝鮮軍部隊は、烏山の戦いでスミス支隊を破った第4師団第16, 18連隊および第107戦車連隊であり、有効な対戦車手段を持たない第34連隊は苦戦し、60mmバズーカの集中射撃と手榴弾による肉薄攻撃によって戦車2両を破壊することに成功したものの、マーチン連隊長が戦車と刺し違えて戦死したことで統制を失って一気に壊乱してしまい、天安の第3大隊は一朝にして兵力の70％を喪失した。

### 車嶺山脈での遅滞戦闘
7月8日午前、天安の失陥を受けて、第24師団長ウィリアム・F・ディーン少将は、師団の作戦指導を見直さざるを得なくなった。新しい方針では、車嶺山脈において第21連隊および第34連隊により遅滞戦闘を展開し、この間に第19連隊を招致して、錦江南岸に設定する主戦闘陣地において敵を阻止することとされた。これは、第25師団から派遣されてくる第27連隊戦闘団が7月9日頃に釜山に到着するので、11から12日頃には、第19連隊をこの方面に招致できるという見込みであったためであった。

#### 鳥致院正面（第21連隊）
第21連隊は鳥致院正面における遅滞戦闘を命じられた。連隊本部は鳥致院に配置されていたが、連隊長（ステフェンス大佐）は、全義の東側に展開した第1大隊（A、D中隊）とともにあった。これは、第1大隊長（C・B・スミス中佐）が、烏山の戦いで損害を受けた第1大隊主力（スミス支隊）の再編成のために大田に後退していたためであり、スミス支隊の再編成は10日頃に完了する予定であった。また、第3大隊（カール・ゼンセン中佐）は、車嶺山脈の主稜部に陣地を構築中であった。
9日午後、北朝鮮軍の戦車11両と歩兵200〜300名が全義に進入し、その後方には大縦隊が続行していた。アメリカ軍は第21連隊に加えて師団砲兵の主力を持ってこれを攻撃し、さらに航空支援も投入した。この猛烈な射爆撃によって、北朝鮮軍は多数の戦車・装備を喪失し、前進を阻止された。
翌10日早朝より、北朝鮮軍の攻撃が開始された。本道南側で孤立していた、第1大隊A中隊の1個小隊（ビックスラー小隊長）は、北朝鮮軍第4師団の主攻に直面することとなった。早朝の攻撃は、重迫撃砲による阻止射撃の支援を受けて撃退することに成功したが、まもなく、北朝鮮軍は大隊の右翼を迂回して本道上に進出し、本道上を突破してきた戦車部隊と協同して、大隊重迫撃砲小隊を蹂躙した。午前9時より北朝鮮軍は全面的な攻撃を開始し、重迫撃砲の支援を失ったビックスラー小隊は重囲に陥った。11時30分には空軍機2機の支援を受けたものの、同35分には危急を報告して連絡途絶、11時40分には全滅した。これにより、第1大隊の左翼が開放されてしまった。この際、砲兵の前進観測班と砲班との連絡が途絶したことから、砲兵は陣地が北朝鮮軍に占拠されたものと誤認し、友軍陣地への射撃を行い、連隊長の制止にもかかわらず、なかなかやめなかった。一方、右翼においても、11時25分ごろより、最右翼の小隊が三方よりの射撃を受けて、パニック状態に陥って後退しはじめていた。すなわち第1大隊は両翼包囲に陥りつつあり、このことから、12時5分頃、ステフェンス連隊長は退却を決心した。
この戦闘で、A中隊は兵員181名中57名の損害を受け、D中隊は6名、重迫小隊は14名の死傷者を出し、装備の大半を喪失した。第21連隊長は、後退するとともに、第3大隊に対して直ちに逆襲を命令した。第3大隊は本道北側の陣地を回復して兵士10名を救出したものの、本道南側の陣地の奪回には失敗した。なお、この逆襲にはM24軽戦車が参加し、T-34戦車1両を撃破したものの、2両を撃破され、後退している。また、この攻撃の間、平沢においては、米第5空軍が大規模な航空阻止攻撃を実施し、戦車38両、半装軌車7両、自動車117両を撃破して、攻撃を支援した。翌11日未明、第3大隊は逆襲を終えて元の陣地に復帰し、陣地に進入していた北朝鮮軍とゲリラを排除して再占領した。
11日早朝より、北朝鮮軍第3師団は、第4師団と交代して攻撃を開始した。これは、事前に砲兵の有線通信を切断した上で、砲兵は指揮所に対して射撃する一方、戦車部隊は霧に乗じて突入、歩兵部隊は山岳機動によって両翼を迂回し、両者が協同して攻撃するという、綿密な歩・戦・砲協同作戦であった。これによって、第3大隊長以下大隊本部は壊滅し、兵力の半数を喪失して、正午までにアメリカ第21連隊第3大隊は壊滅した。スミス支隊の敗走とあわせて、第21連隊の戦力は半個大隊にまで低下した。
烏山の戦いにおいて、アメリカ軍として最初の交戦を経験したC・B・スミス中佐は、指揮下の第1大隊主力（スミス支隊）の再編成を完了し、鳥致院北側において、鳥致院の最後の防御陣地を占領していた。12日払暁、大隊は両翼を包囲されていることを察し、午前9時30分より、北朝鮮軍の攻撃が開始された。北朝鮮軍は4倍の兵力を有しており、一方のスミス支隊は再編成後間もなく、十分に戦闘力を発揮できなかったことから、昼ごろには戦線に破綻の兆候が表れはじめた。既に連隊には予備兵力がなく、また、鳥致院から錦江までには地形障害となりうるものがなかったことから、ステフェンス連隊長は、一挙に錦江まで後退するように命令した。第21連隊の後退は、砲兵の支援下で秩序良く行なわれた。北朝鮮軍の追撃はなく、スミス支隊は午後3時30分ごろ、錦江南岸を占領した。しかし、その兵力は261名に過ぎなかった。

#### 公州道（第34連隊）
一方、公州道方面における遅滞戦闘を命じられた第34連隊は、第3大隊が天安の戦いで壊滅したことから、その戦力はアイレス中佐の第1大隊のみであった。第1大隊は、M24軽戦車 4両および工兵D中隊の支援を受けて、地形障害を活用しつつ、待ち伏せ攻撃と離脱を繰り返して、効果的な遅滞戦闘を展開していたが、11日午後、ついに公州北側の水村里付近で第4師団に捕捉され、軽戦車のうち3両を喪失する損害を受けた。
しかし、第34連隊を攻撃していた北朝鮮軍第4師団は、開戦以来2週間以上にわたって攻撃を続けていたうえに、アメリカ空軍の阻止攻撃に曝されていたことから、疲労と損害がかなり蓄積しており、戦闘力はかなり減耗していたことから、第34連隊は離脱に成功した。
7月12日午後、第34連隊は大田で再編成した第3大隊と合流し、錦江線の守備についた。

### 錦江線の戦闘

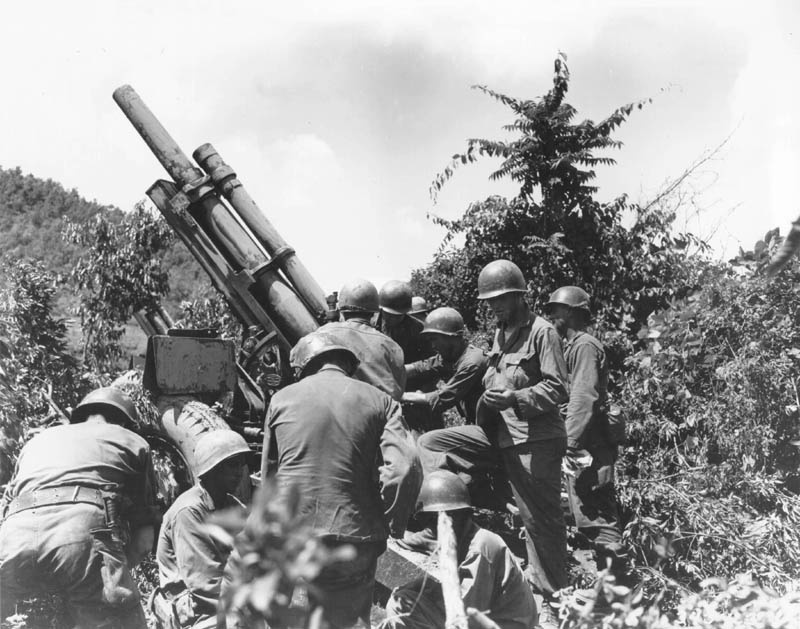
15日、錦江線の陣地で砲撃を準備する105mm榴弾砲。

上述のとおり、第24師団長（ディーン少将）は、師団の全力をもって、錦江南岸に設定する主戦闘陣地において敵を阻止することを企図していた。しかし、車嶺山脈での遅滞戦闘において第21連隊がほとんど壊滅したことによって、師団の戦力はわずか3個大隊にまで減少してしまい、ディーン少将は、錦江線で敵を阻止するという構想を破棄せざるを得なかった。このことから、ディーン少将は、錦江線で数日遅滞したのち、京釜本道正面と公州道正面の部隊を連携させつつ大田に求心的に後退させ、ここで防御を展開して、第1騎兵師団の来援を待つことを構想した。これは第8軍の命令（錦江線以南への敵の進出を阻止する）には反し、また士気にも悪影響が懸念されたことから、表面では錦江線の固守を命じていたが、連隊長に対してはその真意を示唆していた。

#### 公州道（第34連隊）
公州道正面においては、第34連隊が引き続き防御に当たった。連隊はアイレス大隊を機動予備としての機動防御を構想したが、機動防御に必要な通信機材は不足していた。さらに、同連隊が車嶺山脈において適切な遅滞戦闘を展開していたことによって見過ごされていたが、この遅滞戦闘によって連隊全体が疲弊しており、深刻な士気の低下が発生していた。北朝鮮軍第4師団は、大坪里正面に配置された新鋭の第19連隊を避けて、第34連隊の守る公州道正面における渡河を計画した。アメリカ軍は、民間船や筏材など渡河資材を全て破棄したものと考えていたことから、北朝鮮軍が渡河するはかなりの時間を要するものと見ていた。しかし実際には、13日午前中に砲兵と戦車を河岸に推進、午後より南岸の米軍陣地への砲撃を開始し、14日朝より分散渡河を開始した。この際、連隊長代理（ワドリングトン中佐）は次の遅滞陣地予定地の偵察を行っており、機動打撃部隊長（アイレス中佐）も偵察を行っていた。
北朝鮮軍第4師団は8時からアメリカ軍の防御陣地に砲撃し、第5連隊と第18連隊で公州正面に攻撃させ、第16連隊は検詳里一帯で密かに渡河していた。8時から9時30分までに約500名の部隊が渡河して浸透した後、後方の第63砲兵大隊を襲撃し、退路を遮断しようとした。
渡河を受けて、第34連隊L中隊（スチイス中尉）は無断退却し、これによって第63野砲兵大隊は側面を開放されてしまい、午後1時30分ごろより攻撃を受けて蹂躙され、全砲（10門）と136名の兵員を喪失した。ワドリングトン中佐は、午後4時ごろにこのことを知り、アイレス大隊に対して野砲兵大隊の救援を命じた。アイレス大隊はただちに救援に向かったが、現場に到着するとともに急射を受けた。夜も近かったことから、一挙に論山に後退した。これによって14日中に錦江線は突破され、大坪里正面の第19連隊は左翼を開放されてしまい、京釜本道正面と公州道正面の部隊を連携させつつ大田に後退させるという、ディーン少将の構想は、早々に破綻してしまった。師団の戦線が一挙に崩壊することを警戒したディーン少将は、各隊に対して、別命あるまで現在地を固守するよう命じた。

#### 大坪里（第19連隊）
一方、第19連隊が守備についていた大坪里正面は、師団の重点正面とされていたので、本来の直接支援砲兵である第13大隊に加えて、第21連隊の直接支援砲兵であった第52大隊、さらに全般支援の第11大隊の支援を受けていた。
15日早朝、北朝鮮軍は連隊左翼において渡河し、300名の敵が進出してきた。連隊長は、定石どおりに敵が左翼を攻撃しているものと判断し、予備兵力の3分の2を注ぎ込んだ。これにより、連隊の予備兵力はわずか1個中隊に減少した。北朝鮮軍第3師団は2回渡河を試みたが撃退されたため、夜間渡河を計画し、15日夜から16日未明にかけて渡河を実施した。北朝鮮軍は偵察を介して兵力の脆弱部分を把握しており、正面攻撃を加えながら、アメリカ軍の両側面から渡河を実施して部隊を後方に浸透させた。
16日未明には、各所で北朝鮮軍が分散渡河し、交戦しはじめていたが、この朝の段階では、連隊の防御線は十分に持ちこたえているものと考えられていた。しかしこのとき、連隊長の知らないうちに、第19連隊は窮地に陥りつつあった。配置していなかった間隙から渡河した北朝鮮軍部隊によって右翼の中隊は包囲に陥っており、一方、左翼で渡河した北朝鮮軍部隊は第52野砲兵大隊の攻撃を試みて撃退されたのち、連隊の後方で補給路を遮断していたのである。
国道は崖ぶちを走っていたため、鳳岩里の高地より瞰射してくる北朝鮮軍の射撃によって炎上した車両によって、容易に通行不能に陥ってしまった。第19連隊は既に予備隊の過半を使用してしまっていたため、退路を啓開するために十分な戦力を投入することができなかった。16日昼ごろより、北からは、連隊長（メロイ大佐）の現場指揮のもとでF中隊および臨時編成部隊が、南からは、ディーン少将の指導下で、前日に左翼に移動させた第2大隊主力（マックグライル中佐）が攻撃を行なったが、砲兵・航空機の支援を受けることができず、また第19連隊の将兵が既に体力の限界に近かったことから、啓開の努力はいずれも失敗した。この攻撃の際にメロイ連隊長が重傷を負ったことから、第1大隊長（ウィンステッド中佐）が連隊長代理として指揮に当たっていたが、午後にはウィンステッド中佐が戦死し、副連隊長は負傷者とともに既に離脱していたことから指揮系統は失われ、第19連隊は壊乱状態になってしまった。多くの部隊が阻絶部の北側に集まっていたが、これらは周囲からの射撃によって圧倒された。
最終的に、第19連隊戦闘団は、兵力の19％にあたる650名、連隊本部、第1大隊、重迫撃砲中隊の装備のほぼ全てと、第52野砲連隊の砲8門を失い、戦闘力をほぼ喪失した。

## 大田の戦い

### 7月16日から18日の情勢
16日夕方、第19連隊が壊滅したことから、ディーン少将は、論山東側で敵との接触を保っていた第34連隊を一気に大田の内壕である甲川まで後退させて大田の直接防御に転じさせ、偵察中隊は錦山で警戒に当たらせた。第21連隊には大田東方において、大田と沃川の間にある第1トンネル南北の線を占領させて、師団主力の退路の援護と収容に当たらせた。第19連隊は、大田の東南40キロの永同まで後退させて、再編成と補給路の援護を行なわせた。また、師団司令部も永同まで後退させたが、ディーン少将自身は、第34連隊本部とともに大田にとどまり、陣頭指揮を執った。
この時点では、ディーン少将は、現在の消耗した戦力で大田に固執することは考えておらず、敵戦車部隊が進出してくると予想される19日にはこれを放棄して、遅滞戦闘を展開するつもりであった。第24師団司令部は、北朝鮮軍が、大坪里正面の第3師団と論山正面の第4師団に加えて、韓国軍と激闘ののち清州を占領した第2師団を投入して大田を包囲する意図を持っているものと正確に推測しており、これに対して、既に半身不随の状態である第24師団では対抗できないことは明らかであった。しかし、上級司令部である第8軍司令官のウォーカー中将は、18日に浦項に上陸する第1騎兵師団を大田正面に投入した場合、小白山脈において北朝鮮軍を阻止しうると考えており、このため、18日正午ごろ、ディーン少将に対して、20日いっぱいは大田を保持するように要望した。ウォーカー中将は第24師団の悲壮な状況を承知していたことから、これは命令ではなく、ディーン少将に大幅な自由裁量を許したものであったが、謹直で知られたディーン少将は、これを事実上の命令と解釈した。
当初の兵力配置では、京釜本道にはアイレス大隊が配置されているものの、論山道と清州道にはそれぞれ1個小隊が配置されていたのみであり、20日夕刻まで大田を固守しうるとは期待できなかった。このため、大坪里の戦闘で左翼に配置されて鳳岩里の阻絶から逃れることができた第19連隊第2大隊（マックグライル中佐）と第13野砲兵大隊B中隊を永同より召致して、新任の第34連隊長（チャールズ・E・ビューチャムプ大佐）の指揮下に編入するとともに、偵察中隊は現在地のままでビューチャムブ連隊長の指揮下に入れて、指揮系統の整頓を図った。ところがこの偵察中隊の指揮系統変更の際に錯誤が生じて、偵察中隊は大田に後退するよう命令を受けてしまい、錦山の警戒が失われてしまった。
一方、北朝鮮軍の側でも蹉跌が生じていた。確かに第2師団は清州を占領したものの、これは、アメリカ第24師団の相次ぐ後退によって左翼を開放されることを嫌った韓国第1軍団が清州を放棄したことによるものであった。第2師団は、鎮川から清州に至るまでの韓国第1軍団との激戦によって多くの装備・人員を失い、戦闘意欲をほぼ喪失していたため、大田への移動にはかなりの時間が必要であった。このため、大田攻撃は、引き続き第3・4師団のみで行わざるを得なくなった。

### 7月19日の情勢
北朝鮮軍の攻撃は、19日朝より開始された。YAK戦闘機による航空阻止攻撃に続いて、第4師団第5連隊は公州－儒城道を、同師団の他の部隊は論山－大田道を前進した。ディーン少将は、自ら軽戦車部隊およびマックグライル大隊を指導して、論山－大田道の攻撃を撃退した。しかしこのころ、儒城においては、アイレス大隊のB中隊が包囲に陥っており、さらに正午ごろには大田飛行場に展開していた混成砲兵大隊が砲兵戦で敗北した。
このことから、午後2時ごろ、アイレス中佐は後退を具申したが、第34連隊長（ビューチャムプ大佐）はこれを退けた。しかし夜になると、幕僚からの相次ぐ進言を容れて、連隊本部と砲兵を大田に後退させた。またアイレス中佐も、B中隊を後退させて、大隊の予備とするとともに、マックグライル大隊との間隙から北朝鮮軍が浸透しはじめたことを察知したことから、管理用車両を大田に後退させた。

### 7月20日の情勢
20日の未明から早朝にかけて、第34連隊は、北朝鮮軍が大田の東南方に迂回しているといういくつかの徴候を得た。この情報は、第24師団司令部には届かなかったり、届いても重視されなかったが、実際には、北朝鮮軍第4師団主力は、その特技ともいえる山岳機動により、大田を包囲しつつあったのである。
このとき第34連隊は、京釜本道に第1大隊（アイレス中佐）、論山道に第19連隊第2大隊（マックグライル中佐）、清州道をL中隊の1個小隊、錦山道を偵察中隊で守備して、第3大隊（ラントロン中佐）を予備として飛行場東側高地に配置、砲兵と連隊本部は大田に後退していた。

#### 京釜本道
20日早朝3時、京釜本道のアイレス大隊に対する攻撃が開始された。このとき、アイレス大隊には、本国から急送された新兵器である89ミリ口径のM20スーパーバズーカが支給されていたが、これを持っていた兵士が行方不明になってしまったために効果を発揮できず、午前4時ごろより壊乱の兆しが見えはじめたことから、アイレス中佐は後退を決心し、大隊は、柳等川谷をとおって論山道へと後退しはじめた。しかし、状況が錯綜するなかで、アイレス大隊の後退は連隊本部に報告されず、このことがのちに第34連隊、さらには第24師団全体の戦闘指導に大きな影響を与えることになる。
第34連隊長（ビューチャムプ大佐）は、アイレス大隊との連絡が途切れたことから、自ら連絡を試みたところ、敵戦車と遭遇し、工兵のバズーカ班を指導してこれを撃破させた。これがM20スーパーバズーカの初戦果であった。この後、まもなくアイレス大隊が健在であるとの連絡が入り、連隊長を大いに安心させたが、これは北朝鮮軍による偽情報であり、実際にはアイレス大隊は既に撤退して柳等川谷を南下中であった。
アイレス大隊が健在である以上は、飛行場付近の敵は、アイレス大隊とマックグライル大隊の間隙をぬって浸透したゲリラ部隊であると判断したことから、ビューチャムプ大佐は、第3大隊（ラントロン中佐）に対して、この敵を撃退するように命じた。しかし実際には、これは戦車を有する有力な部隊であったため、ラントロン大隊の逆襲は失敗した。しかも、この直後にラントロン中佐が北朝鮮軍の捕虜となってしまったため、この逆襲失敗も連隊本部に報告されず、錯誤がさらに重ねられることとなった。

#### 論山道
論山道のマックグライル大隊は、19日から20日の夜の間中、敵の圧迫を排除して陣地を保持しつづけていた。20日早朝、大田西端に敵戦車が進出したとの報告がもたらされたが、これは、実際にはビューチャムプ大佐率いるバズーカ班が撃破した残骸であった。ただしこのことは大隊本部には伝えられず、マックグライル中佐は、大隊の後方が遮断されたと信ずるにいたった。
このとき、京釜本道正面から後退してきたアイレス大隊が通りかかったので、このことを伝えると、アイレス大隊は大田への後退を諦めて宝文山に登っていった。この直後より、マックグライル大隊に対する圧力がさらに強まり、北翼のF中隊は後退せざるをえなくなった。このことからマックグライル中佐も現在地の固守を諦めざるを得なくなり、大隊は、アイレス大隊を追って宝文山に登りはじめた。通信手段はなく、この後退も、第34連隊本部には報告されなかった。

#### 大田市街戦

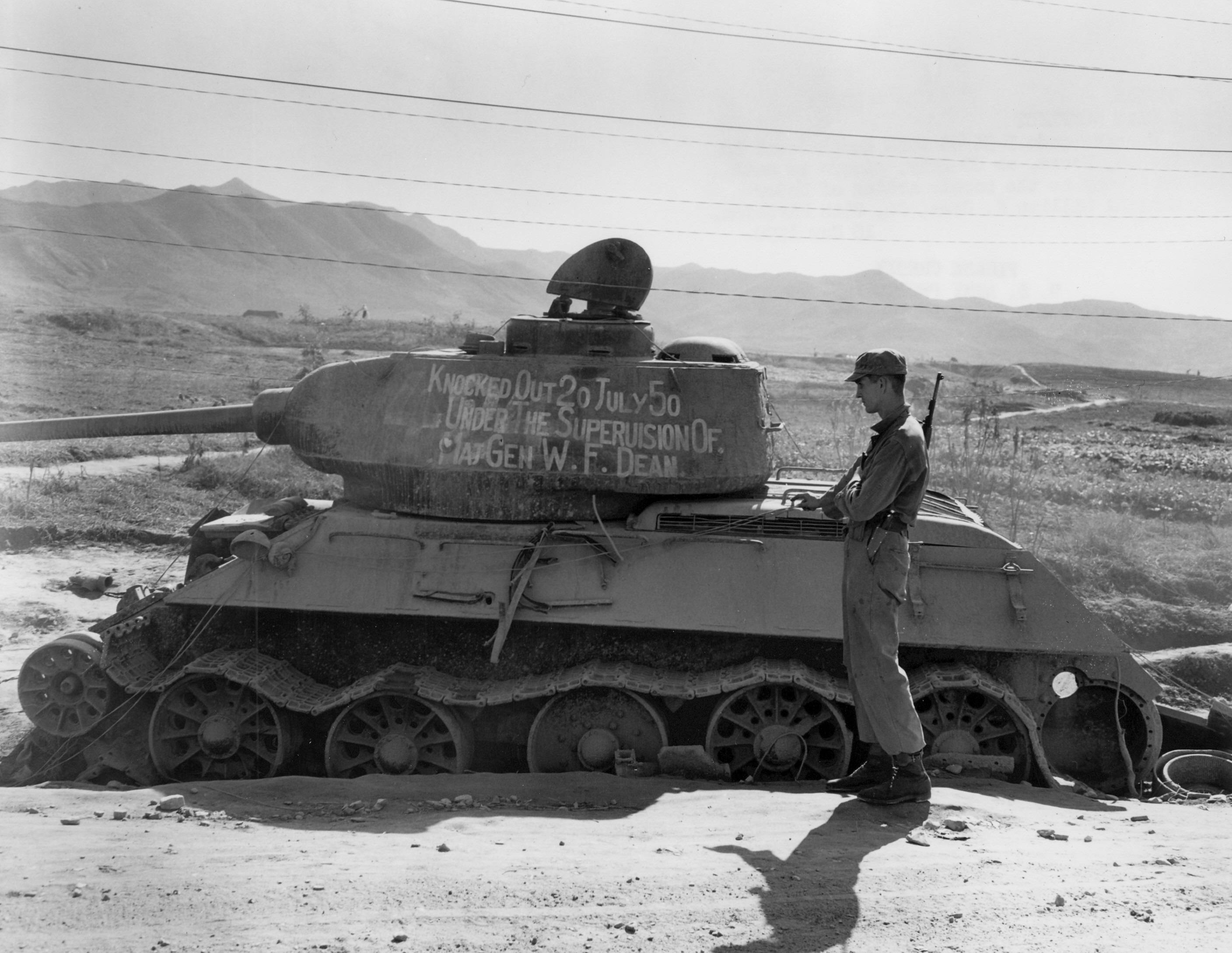
ディーン少将が自らM20スーパー・バズーカで撃破したT-34-85戦車

このころ、大田市内では、一線の各大隊の健在を信じて、ディーン少将と第34連隊本部が北朝鮮軍戦車部隊との戦闘を繰り広げていた。第34連隊は、新兵器であるM20スーパーバズーカを受領しており、午前9時までに侵入してきた5両のうち4両を撃破し、午前中にさらに4両を撃破した。また、2両が155mm榴弾砲の対戦車榴弾で破壊され、空軍も5～6両を撃破した。ここでバズーカで撃破されたうちの1両は、ディーン少将自身が指揮するバズーカ班が撃破したものであった。
このとき、第21連隊は、大田東方において、大田と沃川の間にある第1トンネル南北の線を占領して、師団主力の退路を援護していた。しかしこのとき、大きな齟齬が生じていた。すなわち、実際には、この防御線上にもうひとつのトンネル（第2トンネル）があったのにもかかわらず、このことを、第21連隊本部も師団司令部も承知していなかったのである。そして第21連隊は、現地で第2トンネルのみを発見し、これのみを守備するように配置して、第1トンネルは見逃されていた。一方、第21連隊がトンネルの守備についた旨の報告を受けた第24師団司令部は、当然、第21連隊は、この方面の唯一のトンネル（＝第1トンネル）を守備しているものと承知していたのである。
正午ごろ、大田東方に敵の大縦隊を発見した砲兵隊の観測将校は、これをビューチャムプ連隊長に直接警告したが、連隊長はこれを第21連隊と誤認し、砲兵射撃を禁じてしまった。また、午後1時ごろ、宝文山上にいたアイレス大隊は、錦山道を北進する北朝鮮軍の大部隊を発見し、副大隊長ダンハム少佐に指揮された中隊規模の部隊によってこれを攻撃したものの、この攻撃は失敗し、ダンハム少佐は戦死してしまった。
午後2時過ぎ、ディーン少将は、第34連隊に対して撤退準備を指示した。このとき、ディーン少将とビューチャムプ大佐のいずれも、アイレス・マックグライル両大隊の健在を信じており、状況は決して憂慮すべきものではないと考えていた。午後4時ごろ、最初の車両部隊が永同に向かって後退を開始した。
このころ、ハーバート少尉の率いる第19連隊G中隊第2小隊は、大田の西南端に陣地を構築していた。ハーバート小隊は、本来、マックグライル大隊が後方の退路を啓開するために派遣したものであったが、その後、本隊と連絡する術を失ったために、マックグライル中佐はこれが全滅したものと思っており、ハーバート少尉は、本隊が論山道の陣地を放棄して宝文山に登ってしまったことを知らないままに、現在地を固守していたものである。午後4時ごろより、ハーバート小隊に対する攻撃が活発化しはじめたが、ハーバート小隊は奮戦して、どうにかこれを撃退していた。しかしこの奮戦ぶりから、ディーン少将は、ここにマックグライル大隊の本隊がいるものと誤認してしまっていた。しかし兵力差は圧倒的であったため、ハーバート小隊はやがて撃退された。ハーバート小隊の背後に布陣していた混成砲兵大隊では、砲が鹵獲されそうになったため、連隊本部が逆襲する騒ぎになった。
ハーバート小隊がついに撃退されたのと前後して、永同に向かって後退していた車両部隊が、第1トンネルにおいて射撃されて全滅したという報告がもたらされた。このとき、第21連隊は第2トンネルを固守しつづけていたものの、依然として第1トンネルの存在を見逃していたのである。この直前、主力の後退を見届けようとしていた第34連隊長（ビューチャムプ大佐）は、偶然、第1トンネルが無防備であることに気付き、工兵部隊と通りかかった戦車2両にこれを掩護するように命じたうえで、第21連隊に増援を要請しようとしたが、双方の情勢認識に差があったために手間取ってしまった。結局、第21連隊からの増援は得られず、ビューチャムプ大佐は、偶然に遭遇した自分の連隊の中隊を連れて引き返したが、このとき、既に第1トンネルを防御していた臨編部隊は全滅し、トンネルは北朝鮮軍の手に落ちていた。
ディーン少将は、第34連隊第3大隊（大隊長代理 J・E・スミス大尉）を至急反転させて西を守り、主力の後退を掩護させる一方、第34連隊長代理（ワドリングトン中佐）に、撤退部隊の第2陣を指揮させて出発させた。しかし、既に大田市内には北朝鮮のゲリラ部隊が入り込んでおり、ワドリングトン中佐の部隊は第1トンネルまで行き着くことができず、車両を捨てて山中を踏破することになってしまった。また、後続の部隊は第1トンネルまでたどり着いたものの、やはりここでトンネルを占拠した北朝鮮軍に阻止された。また、ディーン少将の一行は、道を誤って、北朝鮮軍が進撃する錦山道に入ってしまったため、車両を捨てて山中に入るしかなくなった。ディーン少将は、重傷者とともに山中に潜伏したが、36日後に北朝鮮軍の捕虜となった。

## 戦闘の影響
最終的に、第24師団は、兵力の45％（7,305名）、装備の60％を喪失し、その戦力を事実上喪った。またディーン少将は戦死したものと認定され、当初ADCOMの指揮を執っていたチャーチ少将が後任とされた。
大田は、全羅南北道と慶尚南北道に向かう主要経路の分岐点という、交通の要衝であったことから、ここを奪取されたことは、極めて重大な意味を持った。第8軍司令官ウォーカー中将は、大田での戦闘でほとんど壊滅した第24師団を後方で再編成に回し、第1騎兵師団には永同を、第25歩兵師団には尚州正面を防御させることとした。
第1騎兵師団は、23日より交戦に入り、31日までの遅滞戦闘で、北朝鮮軍の戦車部隊をほとんど再起不能に陥らせ、また2000名の損害を与えたが、小白山脈において北朝鮮軍を阻止するという目的は果たすことができなかった。また、小白山脈の西・南麓を守る韓国軍も、壊乱には至らないまでも、じりじりと後退を続けていた。
これらの情勢から、7月31日、ウォーカー中将は、錦江から小白山脈における線での防御を断念し、釜山をめぐる洛東江の線で円陣を構成しての防御を決定した。8月の頭より、北朝鮮軍は釜山の防御円陣への攻撃を開始し、1ヶ月以上に及ぶ釜山橋頭堡の戦いが幕を開けることとなった。